# Bratr vlk
Bratr vlk (anglicky Wolf Brother) je dobrodružný román britské spisovatelky Michelle Paverové. Jedná se o první knih z cyklu Letopisy z hlubin věků, který získal řadu ocenění. Poprvé vyšel roku 2004 v nakladatelství Orion Children's Books. Román je zasazen do doby kamenné a vypráví příběh chlapce Toraka, který umí mluvit s vlky.

## Děj
Torak, dvanáctiletý kluk z Vlčího klanu, kterému matka zemřela, když byl ještě malý a otce mu právě zabil naštvaný medvěd posedlý démonem. Ten ho však pronásleduje Hlubokým hvozdem a zabíjí vše živé. Než otec zemřel, musel mu Torak slíbit, že najde Horu Ducha světa a tam medvěda zabije, s jeho úkolem mu pomůže „průvodce“, který si chlapce najde a povede ho Hlubokým hvozdem. Torak se vydá na cestu nekonečným lesem Hlubokého hvozdu a setká se s mládětem vlka. Uvědomí si, že s Vlkem dokáže mluvit a že on je jeho průvodce. Pár dní později, co se Torak s vlkem sbližují, jsou zajati členy Havraního klanu, kde se setkává s Renn, kvůli obvinění za krádež jednoho ze srnců. Jsou odvedeni do tábora, kde o jejich osudu rozhodne vůdce klanu Havranů, Fin-Kedinn. Chlapec musí bojovat se starším bratrem Renn, Hordem, aby dostal sebe i Vlčka na svobodu. Zvítězí díky páře a píšťalce, která přivolá Vlka. Díky způsobu, jakého Torak při souboji využíval, přiměje vůdce klanu vidět v Torakovi proroctví, jenž zní „Posluchač, který mluví tichem a bojuje vzduchem, obětuje krev svého srdce Světovému duchovi, čímž zabije démona-medvěda“. Většina z klanu Havranů věří, že to znamená obětování.
Torak unikne z vězení, ale překvapivě se k němu přidá Renn, která s sebou přivedla vlka. Dříve než se vydají na Horu ducha, musí najít tři Nanuaku, mocné předměty Ducha světa. Při hledání se z Renn, Toraka a Vlka stanou přátelé. První kousek najdou v řece, druhý v jeskyni a třetí u mrtvého muže. Když mají všechny tři části, dostanou se opět do zajetí klanu Havranů. Hord chce vzít Toraka na Horu a obětovat ho tam na usmíření Ducha světa. Chlapec je však propuštěn, protože si vůdce Fin-Kedinn myslí, že on sám by měl jít na Horu. Torak se od Fin-Kedinna dozvídá pravdu o svém otci, co přimělo démona-medvěda ho zabít a osud samotného chlapce. Při zdolávání Hory jsou Torak s Vlkem pronásledováni medvědem. Když se dostávají na vrchol, Toraka napadne Hord a chce ho zabít. Když Vlk vynáší Naunaka na vrchol, Torak si uvědomuje, že „krev srdce“, jež je v proroctví zmíněna, je Vlka. Medvěda a Horda smete lavina a umírají. Torak upadl do bezvědomí. Po probuzení hledá Vlka, kterého slyší výt ve skupině ostatních vlků. Chlapec na něj zakřičí, že se pro něj jednou vrátí a odchází do lesa.

## Interpretace a přijetí díla
Recenzenti knihu Bratr vlk hodnotí převážně jako úspěšný vstup do série. Podle Kateřiny Kočičkové příběh nepostrádá syrovost a jednoduchou dějovou linii. Jednou z nejsilnějších pasáží je podle Kočičkové Torakovo rozhodování, zda „usmrtit bezbranné vlčí mládě a utišit hlad, nebo vyslyšet volání ve vlčí řeči, pro Toraka podivuhodně srozumitelné“.
Podle Iva Poledníka se jedná, v rámci žánru fantasy pro děti, o klasický příběh, který začíná u mladého a naivního hrdiny postaveného před nějaký úkol a vydávajícího se na cestu, kde zažívá nejrůznější příhody, ale s pomocí přátel nakonec překoná všechna nebezpečí a nástrahy osudu. Vyzdvihuje nicméně, že díky ději zasazenému do doby pravěké, se budou čeští čtenáři cítit „jako doma“, a to zejména díky existenci Štorchových příběhů z prehistorie. Poledník i Kočičková uvažovali nad vydáním knihy v souvislosti s úspěchem série Harry Potter. S Harrym Potterem knihu srovnávala také Claire Armitsteadová v Guardianu.